# 安德里·賴科維奇
安德里·帕夫洛維奇·賴科維奇（羅馬化：Andrii Pavlovych Raikovych；1956年4月7日—），乌克兰政治人物，自2022年3月7日起担任基洛夫格勒州州长。曾于2015至2022年間担任克羅皮夫尼茨基市长。